# Sarsina (geslacht)
Sarsina is een geslacht van vlinders van de familie spinneruilen (Erebidae), uit de onderfamilie Lymantriinae.

## Soorten
- S. avertina Schaus, 1927
- S. dirphioides Walker, 1865
- S. electa Schaus, 1912
- S. festiva Schaus, 1912
- S. purpurascens Walker, 1855
- S. violascens Herrich-Schäffer, 1856
- S. violetta Schaus, 1927